# 하룬 테킨
하룬 테킨(튀르키예어: Harun Tekin, 1989년 6월 17일 ~ )은 튀르키예의 축구 선수로 현재 카슴파샤 SK에서 골키퍼로 활약하고 있다. 그는 UEFA 유로 2016에서 터키 축구 국가대표팀 일원으로 발탁되었다.